# Alexander
Alexander je moško osebno ime.

## Izvor imena
Ime Alexander je različica moškega osebnega imena Aleksander.

## Pogostost imena
Po podatkih Statističnega urada Republike Slovenije je bilo na dan 31. decembra 2007 v Sloveniji število moških oseb z imenom Alexander: 125.

## Osebni praznik
Osebe z imenom Alexander godujejo takrat kot osebe z imenom Aleksander.